# Faro di Punta Robertson
Il faro di Punta Robertson (in inglese: Robertson Point Light) è un faro situato a lungo la costa settentrionale della baia di Sydney presso il sobborgo di Cremorne Point, in Australia.

## Storia
Il faro venne costruito nel 1909.

## Architettura
Il faro è composto di un fabbricato circolare di colore bianco alto 8 metri ed è del tutto identico al faro di Capo Bradley. Questi fari sono stati costruiti con le prime sezioni prefabbricate in cemento armato per fari marittimi in Australia.
Il faro emette un lampo di luce verde con periodo di 3 secondi.

## Galleria d'immagini

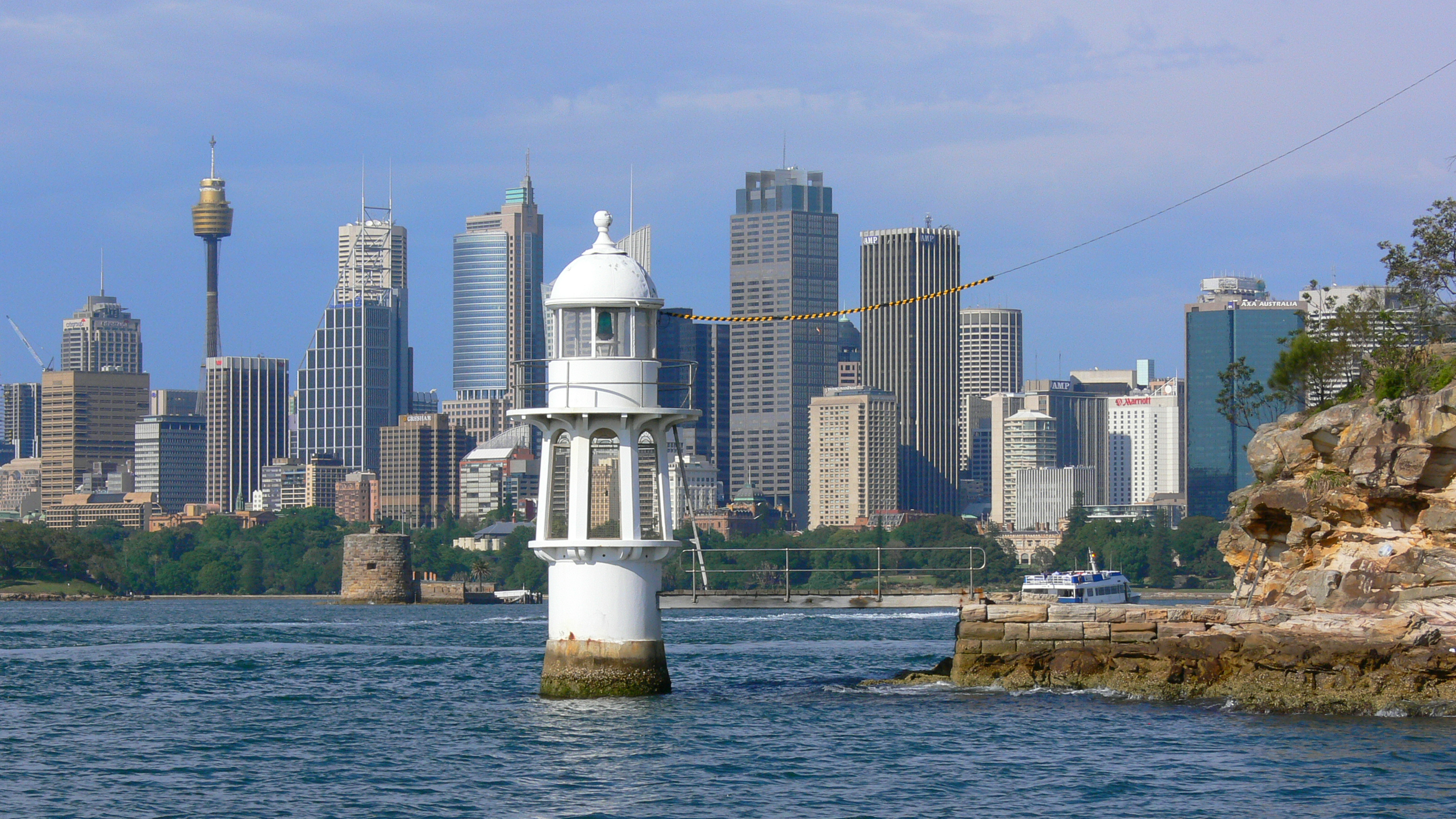
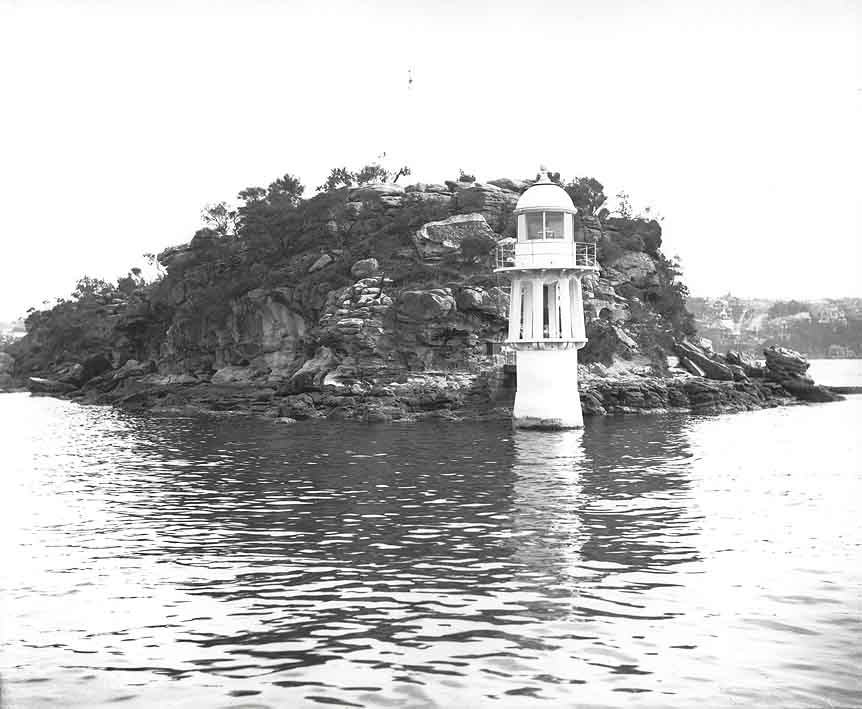
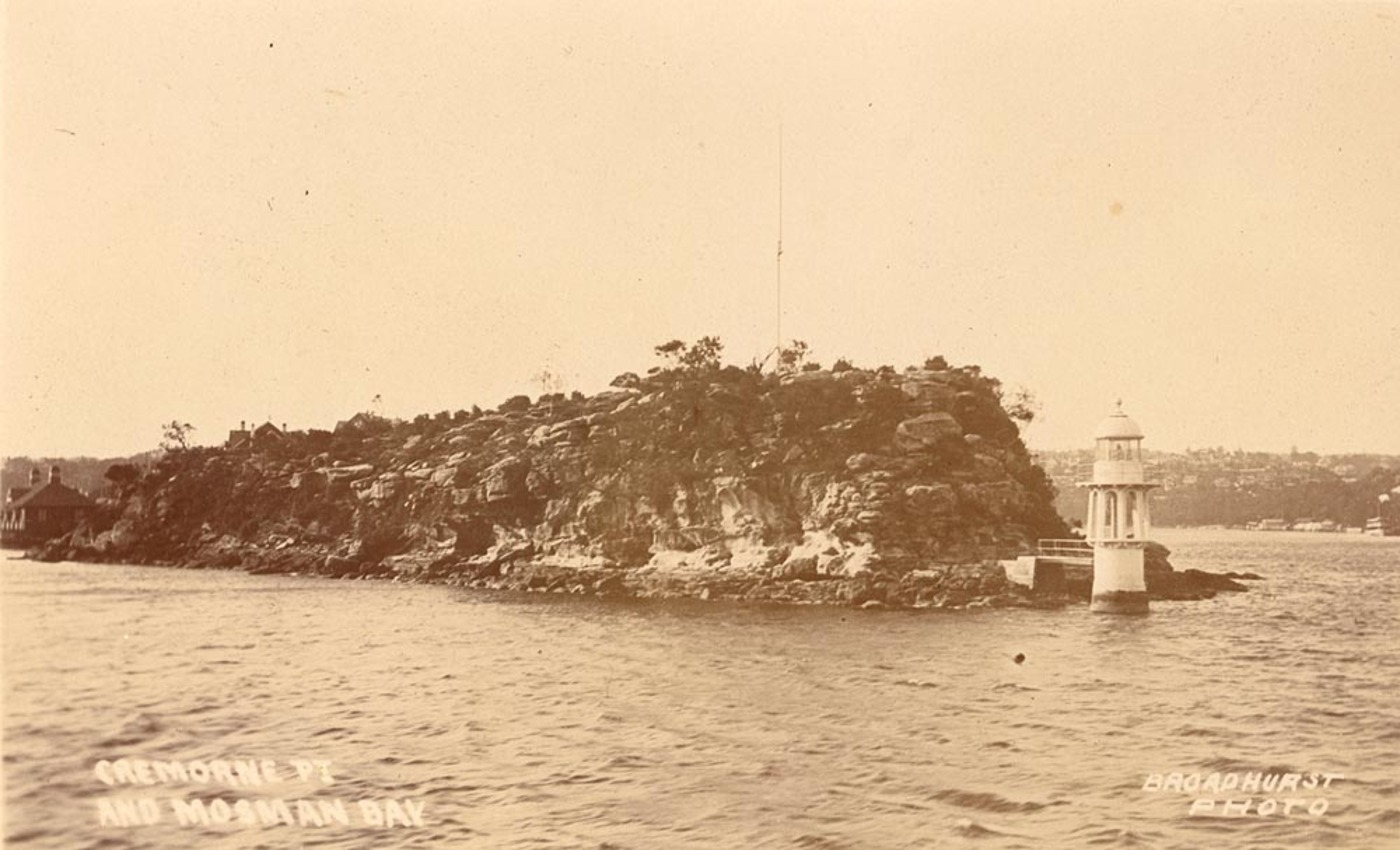